# Xiao Yuncong

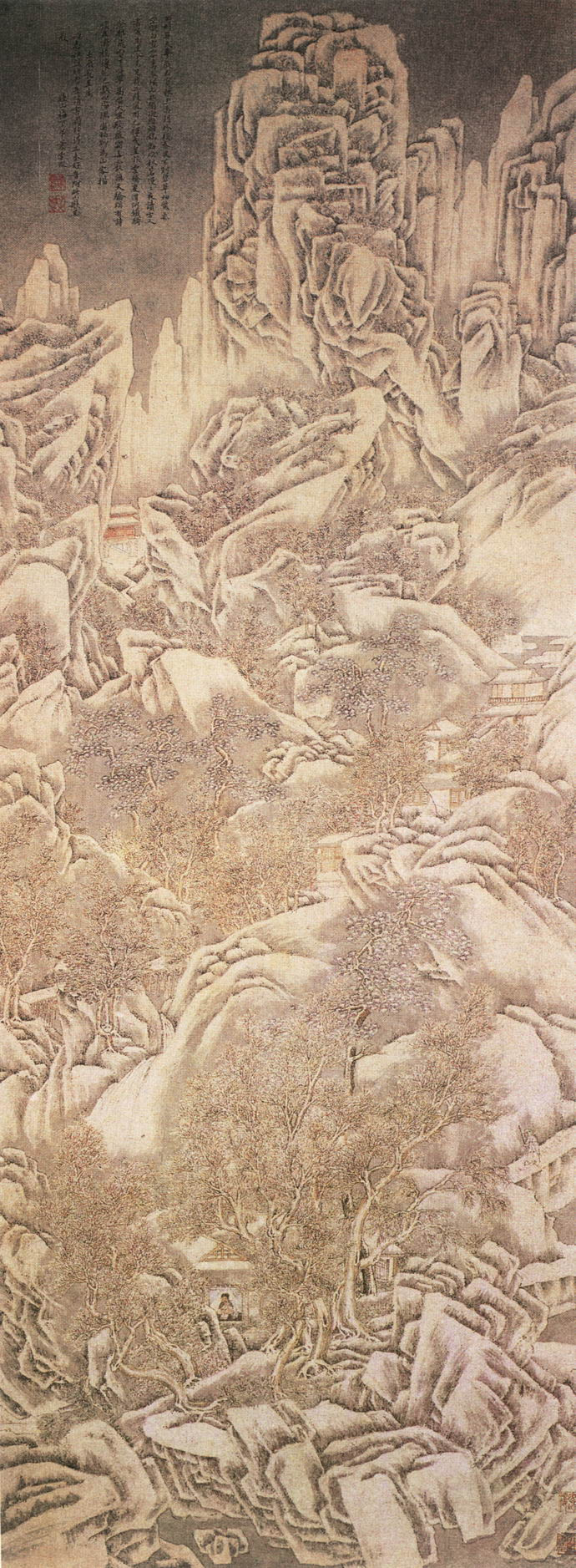
Lesen in den verschneiten Bergen. Xiao Yuncong, 1652. Tinte und Farben auf Papier,
124,8 × 47,7 cm.

Xiao Yuncong (chinesisch 蕭雲從 / 萧云从, Pinyin Xiāo Yúncóng, W.-G. Hsiao Yün-Ts'ung, veraltend nach Vissière auch: Siao Yun-Ts'ong, Beiname: Chǐmù – 尺木, Mòsī – 默思 Künstlername: Wumen Daoren – 无闷道人, Zhongshan Laoren – 钟山老人; geb. 1596 in Wuhu, Anhui; gest. 1673) war ein chinesischer Maler und Dichter des 17. Jahrhunderts – gegen Ende der Ming-, Anfang der Qing-Zeit.

## Leben
Xiao Yuncong war Dichter und Landschaftsmaler, der sich am Stil von Wu Zhen, Wang Meng und Ni Zan der Yuan-Dynastie orientierte. Er schuf eine regionale Schule des Gu shu (Alte Kunst) in Dangtu, Provinz Jiangsu, die jedoch über die reine Nachahmung der Schule von Wu hinausgeht. Xiao Yuncong blieb auch der Ming-Dynastie sein Leben lang treu und lehnte einen offiziellen Posten am Hof der Qing-Dynastie ab. Er lebte zurückgezogen, aber bereits zu Lebzeiten hoch geschätzt.

## Malerei in den frühen Jahren der Qing-Dynastie
Eine große Anzahl von frühen Qing-Künstlern gehörte keiner bestimmten Malschule an. Xiao Yuncong und Mei Qing (梅清, 1623–1697) waren wichtige Landschaftsmaler mit besonderem persönlichen Stil. Seine Landschaften, die in einem nüchternen Stil ausgeführt sind, sind am stärksten von Ni Zan beeinflusst.
Oft bildete er den Berg Huang ab, wie in dem Bild Lesen in den verschneiten Bergen. Das Bild ist ein Gelehrtenbild eines Einsiedlers. Es zeigt einen einsamen Gelehrten in der kleinen Hütte seiner Bergklause bei der Arbeit sitzen. Diese menschliche Zuflucht ist der einzige Ort, an dem helle Farbkleckse in der dunklen Landschaftkulisse auftauchen. Diese hochaufgefladene Komposition ist mit feinen, akribischen Pinselstrichen gemalt und die helle Tinte vermittelt erfolgreich den Eindruck der nebligen Luft eines schneereichen Wintertages.

### Stil und Tradition
Es gab keine unüberwindliche Kluft zwischen professionellen Malern, Handwerkern und Literaturmalern. Sie beeinflussten sich gegenseitig, auch wenn gelegentlich gegenseitige Geringschätzung zu beobachten ist. Als der Stil der Literaturmaler populär wurde, prägte er nicht nur die Hofmaler, sondern auch viele Kunsthandwerker. Eine Reihe von Literaturmalern und einige der besten Handwerker brachten bewusst die ästhetischen Qualitäten, Themen und Techniken der populären Malerei in ihre Werke ein. Zum Beispiel fertigte Xiao, wie auch Chen Hongshou, populäre Illustrationen für Holzblockdrucke.

## Werke
- Beijing (Palastmuseum Peking).
  - Lesen in den verschneiten Bergen., Wand-Bildrolle, Tusche und Farben auf Papier, 1652 (124,8 × 47,7 cm).
- Cleveland (Cleveland Museum of Art):
  - Klare Töne auf Hügeln und Wasser, 1664, Tusche und Farben auf Papier, Längs-Bildrolle, signiert.
- Los Angeles (Los Angeles County Museum of Art):
  - Pavillons und Brücken im Schatten der hohen Kiefern zwischen den zerbrochenen Felsen am Rande der Bäche, 1669, Längsbildrolle, signiert.
- Nanjing :
  - Verstreute Bäume auf der Terrasse und Wolken, Farben auf Papier, Längsbildrolle.
- Paris Musée national des arts asiatiques – Guimet:
  - Berge, 1655, Tusche auf goldenem Hintergrund, Fächer, signiert.
- Beijing (Palastmuseum):
  - Felsen in steilen Terrassen, 1644, signiert.
  - Panoramablick auf den Fluss mit steilen Klippen und kleinen Inseln, Tusche und Farben auf Papier, Längs-Bildrolle.
  - Mann beim Lesen in einem Pavillon unter Bäumen in den gebrochenen und schneebedeckten Klippen, Farben auf Papier, Inschrift des Malers.
- Shanghai :
  - Berge und Bäume in den Wolken, Farben auf Papier, Längsbildrolle.